# Focus Features
Focus Features (tidigare USA Films, Universal Focus, Good Machine, October Films, Gramercy Pictures och FilmDistrict) är ett amerikanskt filmbolag samt division av NBC Universal som fungerar som både en producent och distributör för sina egna filmer och en distributör för oberoende och utländska filmer. En av Focus hittills mest lönsamma utgivanden i Nordamerika är Brokeback Mountain som drog in 83 miljoner dollar.